# Виндерштайн, Ганс
Ганс Вильгельм Густав Виндерштайн (нем. Hans Wilhelm Gustav Winderstein, 29 октября 1856, Люнебург — 23 июня 1925, Гисен) — немецкий дирижёр.
В 1877—1880 гг. учился в Лейпцигской консерватории у Генри Шрадика (скрипка), Э. Ф. Рихтера и Вильгельма Руста (теория), одновременно играл на скрипке в Оркестре Гевандхауса. В 1880—1884 гг. был концертмейстером частного оркестра барона Павла фон Дервиза в Ницце, затем преподавал в Винтертурской консерватории и руководил городским оркестром. В 1887—1893 гг. работал в Нюрнберге и Фюрсте. В 1893—1895 гг. был первым руководителем Оркестра Кайма в Мюнхене (ныне Мюнхенский филармонический оркестр). Затем вернулся в Лейпциг и основал собственный Оркестр Виндерштайна, с которым на протяжении многих лет успешно выступал в Лейпциге и Халле, в том числе пропагандируя музыку композиторов-современников (в частности, в одном из специальных концертов современной музыки состоялось одно из немногочисленных прижизненных исполнений Шестой симфонии Густава Малера). В 1901 г. состоялись обширные гастроли оркестра в США, солистами в программе выступили Иосиф Сливинский и Иосиф Гофман.
Автор концертных пьес для оркестра, скрипки и фортепиано.